# Matías Acuña
Matías Acuña, vollständiger Name Mathías Alexander Acuña Maciel, (* 28. November 1992 in Montevideo; † 4. Januar 2025 in Ambato, Ecuador) war ein uruguayischer Fußballspieler.

## Verein
Der nach Angaben seines Vereins 1,74 Meter große Offensivakteur Acuña gehörte mindestens seit der Spielzeit 2012/13 zum Kader des Erstligisten El Tanque Sisley. In jener Saison absolvierte er einen Einsatz in der Primera División. Dies war gleichzeitig sein Erstligadebüt bei 0:1-Niederlage bei River Plate Montevideo in der Clausura am 17. März 2013, als er in der 83. Minute für Juan Marcarie eingewechselt wurde. In der Spielzeit 2013/14 kam er in 15 weiteren Erstligabegegnungen zum Zug und schoss ein Tor. In der Apertura 2014 wurde er achtmal (kein Tor) eingesetzt. Im Januar 2015 schloss er sich auf Leihbasis dem von Luis „Ronco“ López trainierten Zweitligisten Central Español an. In der Clausura 2015 bestritt er 15 Partien in der Segunda División und schoss ein Tor. Zur Spielzeit 2015/16 kehrte er zu El Tanque Sisley zurück, wurde ab 9. September 2015 einen Monat lang an Villa Española ausgeliehen und absolvierte nach erneuter Rückkehr beim Stammverein in der Saison 2015/16 18 Erstligaspiele (drei Tore). Mit El Tanque stieg er am Saisonende ab. In der anschließenden Zweitligasaison 2016 traf er zweimal bei zehn Saisoneinsätzen und gewann mit dem Team die Zweitligameisterschaft. Mitte Januar 2017 verpflichtete ihn der Erstligist Centro Atlético Fénix. Für die Montevideaner bestritt er 79 Ligaspiele und schoss 17 Tore.
Am 4. Januar 2025 wurde er in einem Hotelzimmer in Ambato, Ecuador tot aufgefunden. Es wird Selbstmord vermutet. Kurz vor Weihnachten 2024 wurde er von seiner ehemaligen Freundin Lu Rodríguez beschuldigt, physische und psychische Gewalt an ihr ausgeübt zu haben und wurde seither verpflichtet, eine elektronische Fußfessel zu tragen.